# قائمة التكتيكات العسكرية
هذه القائمة تظم قائمة بالتكتيكات العسكرية.

## المبادئ
- التعرف على وتحديد الهدف
- تركيز القوات
- استغلال الظواهر الطبيعية
- الحفاظ على قوة احتياطية
- اقتصاد القوات
- حماية القوات
- التحصن
- استخدام وتطوير التضاريس
- الاستطلاع
- جمع المعلومات الاستخبارية

## للمزيد
- كتاب فن الحرب.